# قوانین نقاشی

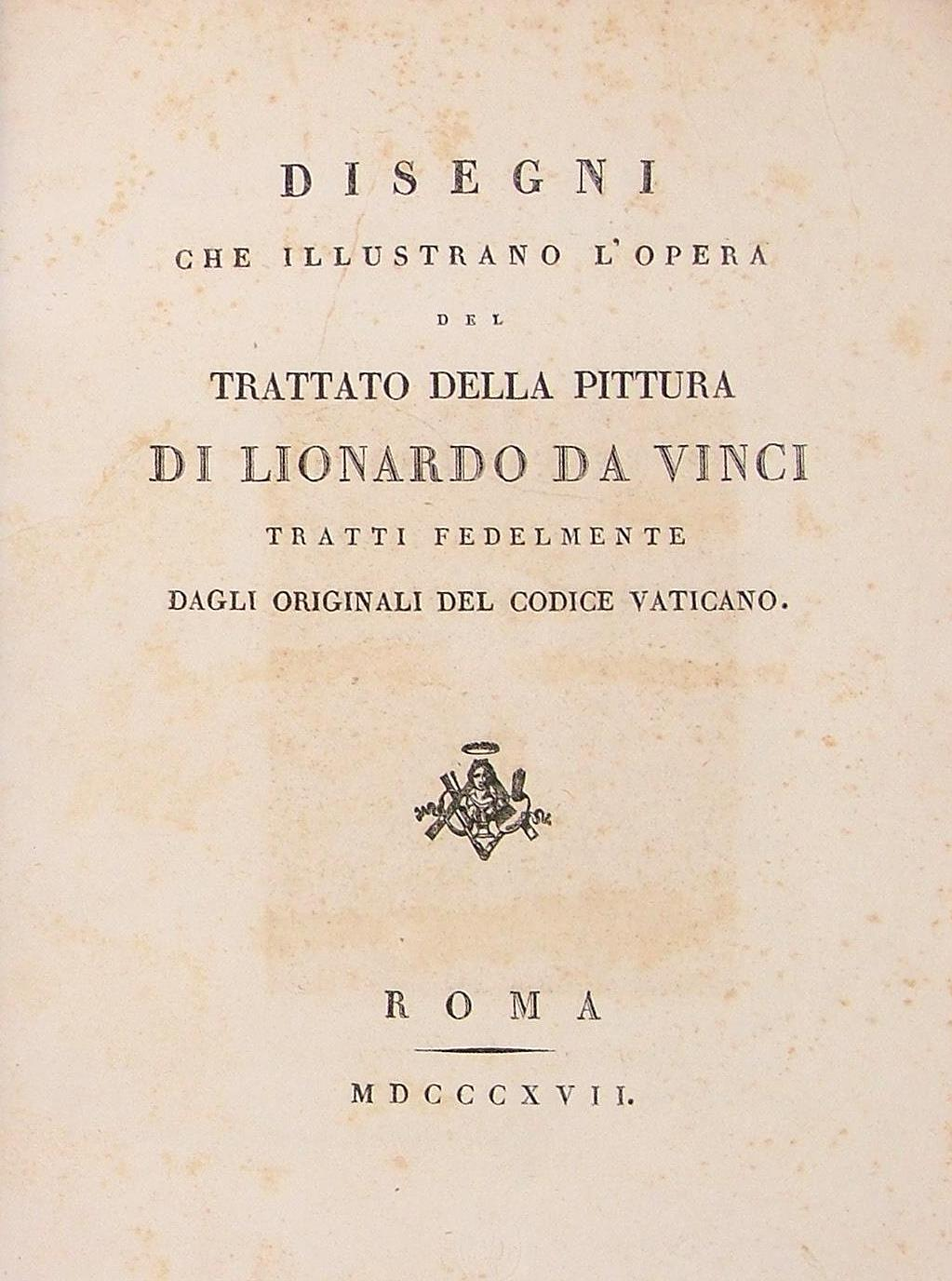
صفحه‌ی اول رساله‌هایی در نقاشی، چاپ ۱۸۱۷

قوانین نقاشی (به انگلیسی: Codex Urbinas) مجموعه‌ای از نکات نوشته شده به دست لئوناردو دا وینچی می‌باشد که توسط فرانسسکو ملزی تا قبل از ۱۵۴۲ جمع‌آوری شده و اولین بار در سال ۱۶۵۱ تحت عنوان رساله‌هایی در نقاشی توسط رافئلو دو فرسنه (به ایتالیایی: Trattato della pittura) در فرانسه و ایتالیا به چاپ رسید. هدف اصلی این نوشته، اثبات نقاشی به عنوان یک علم است.